# Sandaucourt
Sandaucourt är en kommun i departementet Vosges i regionen Grand Est (tidigare regionen Lorraine) i nordöstra Frankrike. Kommunen ligger i kantonen Châtenois som tillhör arrondissementet Neufchâteau. År 2022 hade Sandaucourt 174 invånare.

## Befolkningsutveckling
Antalet invånare i kommunen Sandaucourt
| Referens: INSEE |